# 野村彰彦
野村 彰彦（のむら あきひこ 1943年9月13日 - 2021年9月13日）は、日本中央競馬会 (JRA) に所属した騎手、調教師。
1962年から1985年まで騎手として活動したのち、1987年より調教師として開業。1997年の桜花賞優勝馬キョウエイマーチや、2009年の中山グランドジャンプ優勝馬スプリングゲントなどを手掛けた。2014年に定年引退。

## 経歴
1943年、愛知県一宮市に生まれる。父親は馬車による運送業を営み、競馬がらみの資材も取り扱っており、野村も幼い頃から馬に親しみ将来の目標に騎手を志していた。当初は公営・笠松競馬場で騎手になることを考え、研修にも入っていたが、「カツラ」の冠名で知られた馬主の牧市太郎に中央競馬で騎手になることを勧められ、1960年に紹介を受けた橋本正晴厩舎（京都競馬場）に騎手見習いとして入門した。
1962年3月にデビューし、見習い時代に厩務員も兼ねていたアングロアラブのカツラバラッケーで24日に初勝利。同馬とは初特別勝利も挙げ、騎手時代の野村に最も強い印象を残すことになった。1965年、ミエタカラでタマツバキ記念を制し重賞初勝利を挙げた。1967年、橋本厩舎が都合により管理馬房を減らすことになり、当時の所属騎手で最年少だった野村が中村覚之助に移籍。以後野村は中村厩舎の所属で複数の重賞を制するなどしたのち、1985年に調教師免許を取得し騎手を引退した。通算3269戦321勝、うち重賞5勝。八大競走・GI級競走の勝利はなかった。重賞勝利馬以外に1972年の天皇賞（秋）を制したヤマニンウエーブに騎乗経験があり、天皇賞でも手綱を執る予定だったが、競走前に起きたアクシデントにより断念し、前3走に跨った福永洋一が同競走でも引き続き騎乗した。
管理馬房の空きを待ちながら2年を過ごしたのち、1987年に厩舎を開業。当初競馬会から「解散厩舎を引き継がせるので馬を用意してはならない」という通達があり、それを守っていたところ、開業2カ月前になって「自分で馬を集めるように」と再通達があり、慌てて馬を揃えたというエピソードがある。先にデビューした厩舎から2週間遅れで管理馬が初出走し、6カ月後に初勝利を挙げた。2年目以降は順調に成績を挙げていき、1989年にナムラモノノフが阪神大賞典を制し、調教師として重賞初勝利を挙げた。以後、1992年の菊花賞においてクラシック三冠が懸かったミホノブルボンのペースを乱したとして物議を醸したキョウエイボーガンや、1994年のクラシック戦線を賑わせたナムラコクオーを手掛け、1997年にはキョウエイマーチが桜花賞に優勝し、騎手生活から通じて初のGI競走制覇を果たした。同年、自己最高の年間27勝（地方を含めると28勝）を挙げる。2000年代以降も数々の重賞勝利馬を手掛け、2009年にはスプリングゲントが障害GI競走の中山グランドジャンプを制し、野村も12年ぶりのGI優勝を果たした。
2014年2月、70歳定年により調教師を引退。調教師としての通算成績は6470戦510勝（うち地方152戦22勝）、重賞26勝（同1勝）であった。
2021年9月13日、病気のため死去。78歳没（生没同日）。

## 成績

### 騎手成績
| 通算成績 | 1着 | 2着 | 3着 | 騎乗数 | 勝率 | 連対率 |
| -------- | --- | --- | --- | ------ | ---- | ------ |
| 平地     | 314 | 338 | 372 | 3194   | .098 | .204   |
| 障害     | 7   | 6   | 12  | 75     | .093 | .173   |
| 計       | 321 | 344 | 384 | 3269   | .098 | .203   |

|            | 日付          | 競走名               | 馬名             | 頭数 | 人気 | 着順 |
| ---------- | ------------- | -------------------- | ---------------- | ---- | ---- | ---- |
| 初騎乗     | 1962年3月17日 | -                    | カツラオーザ     | -    | -    | 4着  |
| 初勝利     | 1962年3月24日 | -                    | カツラバラツケー | -    | -    | 1着  |
| 重賞初騎乗 | 1963年4月10日 | スワンS              | スズカリユウ     | 14頭 | 13   | 6着  |
| 重賞初勝利 | 1965年9月26日 | タマツバキ記念（秋） | ミエタカラ       | 17頭 | 16   | 1着  |
| GI級初騎乗 | 1966年4月10日 | 桜花賞               | リユウラツクス   | 23頭 | 23   | 12着 |

#### おもな騎乗馬
※括弧内は野村騎乗時の優勝重賞競走。
- ミエタカラ（1965年 タマツバキ記念）
- トミマサ（1968年 中日新聞杯）
- ミドリエース（1968年 CBC賞）
- シュウザンミノル（1969年 タマツバキ記念）
- フセノスズラン（1973年 スワンステークス）

### 調教師成績
| 開催 | 通算成績 | 1着 | 2着 | 3着 | 騎乗数 | 勝率 | 連対率 |
| ---- | -------- | --- | --- | --- | ------ | ---- | ------ |
| 中央 | 平地     | 449 | 475 | 498 | 6025   | .075 | .153   |
| 中央 | 障害     | 39  | 38  | 21  | 293    | .133 | .263   |
| 中央 | 計       | 488 | 513 | 519 | 6318   | .077 | .158   |
| 地方 | 平地     | 22  | 30  | 19  | 152    | .145 | .342   |
|      | 総計     | 510 | 543 | 538 | 6470   | .079 | .163   |

|                    | 日付          | 競馬場・開催  | 競走名       | 馬名             | 頭数 | 人気 | 着順 |
| ------------------ | ------------- | ------------- | ------------ | ---------------- | ---- | ---- | ---- |
| 初出走             | 1987年3月7日  | 1回中京1日5R  | 5歳上400万下 | ダイナアルプス   | 16頭 | 14   | 11着 |
| 初勝利             | 1987年9月5日  | 3回小倉7日4R  | 3歳新馬      | ベルエトック     | 8頭  | 2    | 1着  |
| 重賞初出走・初勝利 | 1989年3月12日 | 1回阪神6日11R | 阪神大賞典   | ナムラモノノフ   | 11頭 | 7    | 1着  |
| GI初出走           | 1989年4月29日 | 3回京都3日10R | 天皇賞（春） | ナムラモノノフ   | 18頭 | 9    | 15着 |
| GI初勝利           | 1997年4月6日  | 2回阪神6日10R | 桜花賞       | キョウエイマーチ | 18頭 | 1    | 1着  |

#### おもな管理馬
※括弧内は野村管理下での優勝重賞競走。
GI競走優勝馬
- キョウエイマーチ（1997年報知杯4歳牝馬特別、桜花賞、ローズステークス 1999年阪急杯 2000年京都金杯）
- スプリングゲント（2006年京都ジャンプステークス、東京ハイジャンプ、京都ハイジャンプ 2009年中山グランドジャンプ）

その他重賞競走優勝馬
- ナムラモノノフ（1989年阪神大賞典 1991年京都大障害・春）
- キョウエイボーガン（1992年中日スポーツ賞4歳ステークス、神戸新聞杯）
- ナムラコクオー（1993年ラジオたんぱ杯3歳ステークス 1994年シンザン記念、NHK杯 1996年プロキオンステークス）
- カネトシガバナー（1998年神戸新聞杯、愛知杯 2001年東京ハイジャンプ 2003年阪神スプリングジャンプ）
- アルーリングアクト（1999年小倉3歳ステークス）
- インタータイヨウ（2002年兵庫チャンピオンシップ）
- アルーリングボイス（2005年小倉2歳ステークス、ファンタジーステークス）
- アーバンストリート（2009年シルクロードステークス）

## 主な厩舎所属者
※太字は門下生。括弧内は厩舎所属期間と所属中の職分。
- 秋山真一郎（1997年-2000年、騎手）